# PGA Kampioenschap (Japan)

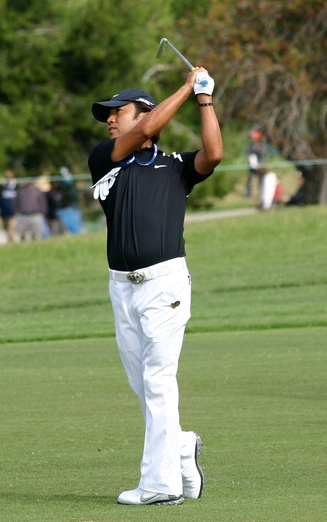
Shingo Katayama
winnaar 2003 en 2008

Het PGA Kampioenschap in Japan is een jaarlijks kampioenschap voor leden van de Japanse Professional Golfers Association.
Er werden twee kampioenschappen gehouden, een stokeplaykampioenschap dat nog jaarlijks gespeeld wordt en een matchplay-kampioenschap, dat slechts van 1975-2003 bestond.

## Winnaars strokeplay
De eerste editie van het strokeplaykampioenschap vond plaats in 1926.
| - 1926: Tomekichi Miyamoto - 1927: - 1928: Rokuzo Asami - 1929: Tomekichi Miyamoto - 1930: - 1931: Rokuzo Asami - 1932: Larry Montes - 1933: Larry Montes - 1934: Tomekichi Miyamoto - 1935: Toichira Toda - 1936: Tomekichi Miyamoto - 1937: - 1938: Toichiroh Toda - 1939: Toichiroh Toda - 1940: Toichiroh Toda - 1941: --- - 1942: ??? Chin Sei Sui - 1943-1948: niet gespeeld - 1949: Yoshirou Hayashi - 1950: Yoshirou Hayashi - 1951: Tetsuo Ishii - 1952: ??? Seiji Inoue - 1953: ??? Chin Sei Sui - 1954: Shigeru Ishii - 1955: ??? Son Shi Kin - 1956: Yoshiro Hayashi - 1957: Torakichi Nakamura - 1958: Torakichi Nakamura - 1959: Torakichi Nakamura | - 1960: - 1961: Yoshiro Hayashi - 1962: Torakichi Nakamura - 1963: Tadashi Kitta - 1964: Tadashi Kitta - 1965: Mitsutaka Kono - 1966: Mitsutaka Kono - 1967: Shozo Miyamoto - 1968: Kosaku Shimada - 1969: Hiroshi Ishii - 1970: Seiichi Sato - 1971: Masashi Ozaki - 1972: Seiichi Kanai - 1973: Isao Aoki - 1974: Masashi Ozaki - 1975: Takashi Murakami po - 1976: Seiichi Kanai po - 1977: Tsuneyuki Nakajima - 1978: Fujio Kobayashi po - 1979: Hsieh Min-Nan - 1980: Yoshitaka Yamamoto - 1981: Isao Aoki - 1982: Masahiro Kuramoto - 1983: Tsuneyuki Nakajima - 1984: Tsuneyuki Nakajima - 1985: Tateo Ozaki po - 1986: Isao Aoki - 1987: David Ishii - 1988: Tateo Ozaki | - 1989: Masashi Ozaki - 1990: Hideki Kase - 1991: Masashi Ozaki - 1992: Masahiro Kuramoto po - 1993: Masashi Ozaki - 1994: Hiroshi Gohda - 1995: Hisayuki Sasaki - 1996: Masashi Ozaki - 1997: Shigeki Maruyama - 1998: Brandt Jobe po - 1999: Naomichi Ozaki - 2000: Nobuhito Sato - 2001: Dean Wilson - 2002: Kenichi Kuboya po - 2003: Shingo Katayama - 2004: SK Ho - 2005: SK Ho - 2006: Tomohiro Kondo po - 2007: Toshimitsu Izawa - 2008: Shingo Katayama - 2009: Yuta Ikeda - 2010: Toru Taniguchi - 2011: Hiroo Kawai - 2012: Toru Taniguchi - 2013: Hyung-sung Kim |

## Play-off
- In 1975 won Takashi Murakami van Yoshitaka Mamamoto.
- In 1976 won Seiicji Kanai van Shichiro Enomoto, Min-Nan Hsieh en Haruo Yasuda.
- In 1978 won Fujio Kobayashi van Tommy Nakajima.
- In 1985 won Tateo Jet Ozaki van Seiichi Kanai.
- In 1992 won Masahiro Kuramoto van Tommy Nakajima.
- In 1998 won Brandt Jobe van Masashi Ozaki.
- In 2002 won Kenichi Kuboya van Shingo Katayama.
- In 2006 won Tomohiro Kondo van Katsuyoshi Tomori.

## Winnaars matchplay
| Japan PGA Match-Play Championship - 1975: Takashi Murakami - 1976: Kazuo Yoshikawa - 1977: Tadashi Kitta - 1978: Isao Aoki - 1979: Isao Aoki - 1980: Haruo Yasuda - 1981: Isao Aoki - 1982: Isao Aoki - 1983: Tsuneyuki Nakajima - 1984: Toru Nakamura - 1985: Katsunari Takahashi - 1986: Tsuneyuki Nakajima | Japan PGA Match-Play Championship Unisys Cup - 1987: Katsunari Takahashi - 1988: David Ishii - 1989: Masashi Ozaki - 1990: Naomichi Ozaki - 1991: Satoshi Higashi Japan PGA Match-Play Championship Promise Cup - 1992: Tsuneyuki Nakajima - 1993: Yoshitaka Yamamoto - 1994: Todd Hamilton - 1995: Katsuyoshi Tomori - 1996: Nobuo Serizawa - 1997: Shigeki Maruyama | - 1998: Katsunori Kuwabara - 1999: Mamo Osanai - 2000: Kaname Yokoo - 2001: Dean Wilson - 2002: Nobuhito Sato Japan PGA Match-Play Championship - 2003: Todd Hamilton |

Banen
- 1975-1982: Totsuka Country Club, West Course
- 1983-1987: Mito Golf Club
- 1988-1990: Green Acasemy Country Club
- 1991: Shinyo Country Club
- 1992: Prestige Golf Club
- 1993: Higashinomiya Country Club
- 1994-2003: Nidom Classic Course